# Стара Русса
Стара Русса (рос. Старая Русса) — місто (з 1167) в Новгородській області Росії. Є містом обласного значення і адміністративним центром Старорусського муніципального району та міського поселення Муніципальне утворення «Місто Стара Русса». До 1552 року називався «Руса».
Стара Русса є найбільшим населеним пунктом Старорусського району і третім за кількістю жителів містом Новгородської області. Населення — 27 487 осіб. (2021).
Станом на 1994—2003 роки площа території міста була 24 км², а з 2005 року — 18,54 км².

## Географія
Розташований біля місця впадіння річки Порусья в Полість.

## Назва
Назву місто отримало за річкою Порусья, що в давнину називалася Руса.

## Курорт «Стара Русса»
1828 року створено курорт «Стара Русса» на базі місцевих мінеральних джерел. Лікування мінеральними водами та грязями.

## Відомі уродженці
- Варламов Євген Вікторович — російський хокеїст, захисник;
- Наумова Мар'яна Олександрівна (1999) — російська спортсменка в пауерліфтингу;
- Новинський Вадим Владиславович — український олігарх з проросійською позицією;
- Пасецький Василь Михайлович (1920—2001) — доктор історичних наук, автор книг про російські арктичні експедиції;
- Яковлєв Микола Дмитрович — маршал артилерії.

## Фото

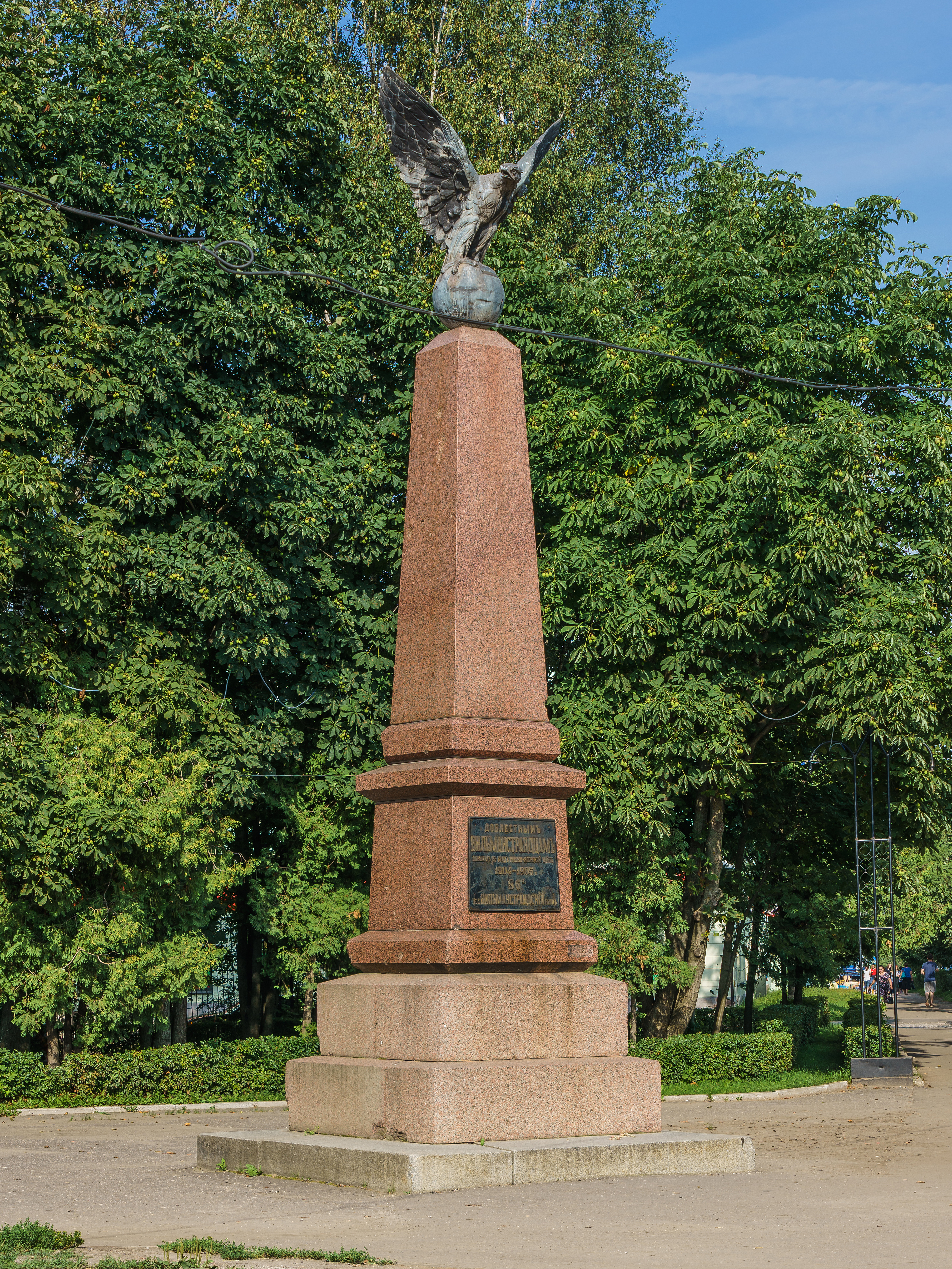
Пам`ятник «Доблесним Вільманстрандцям»
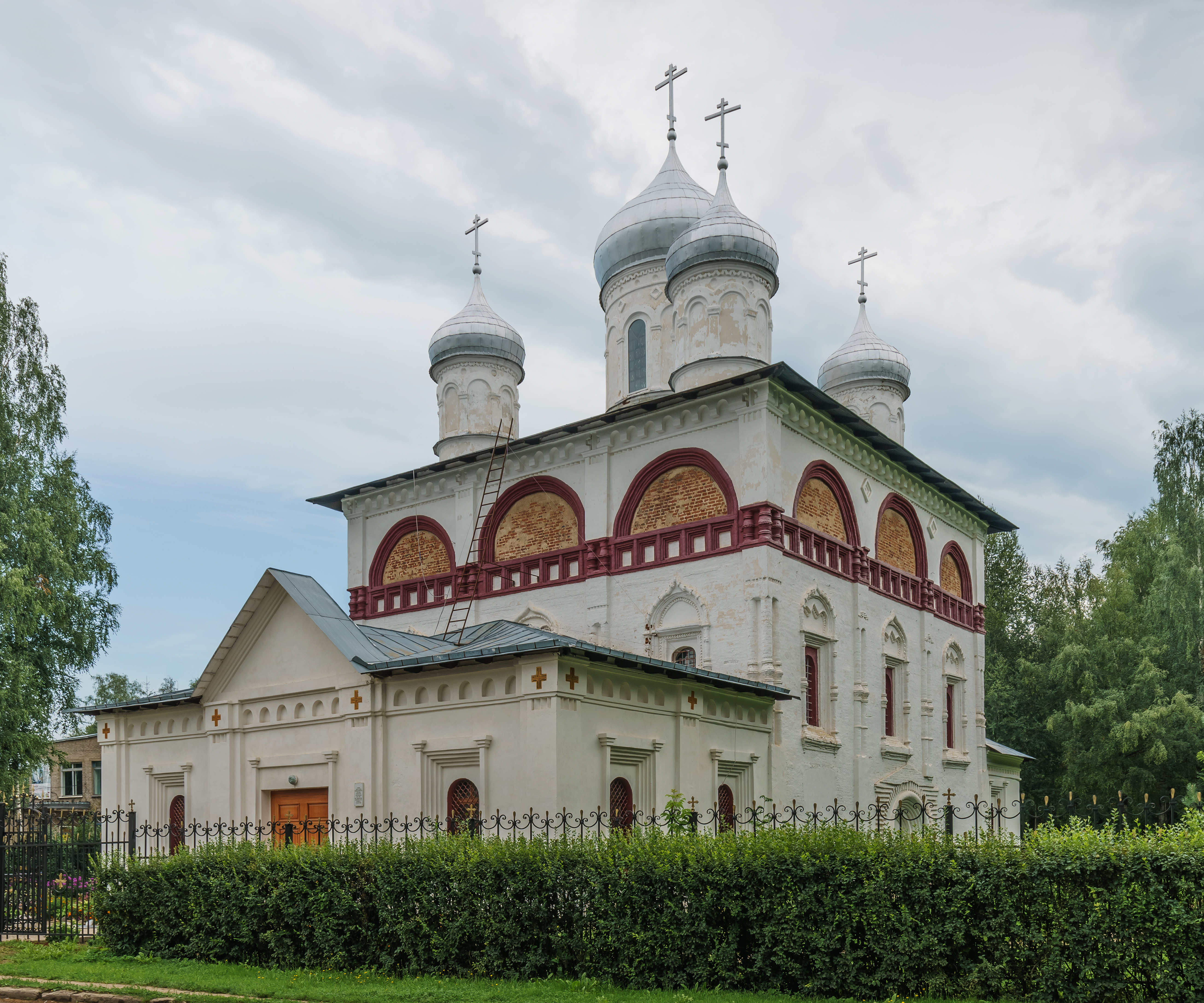
Церква Святої Троїці
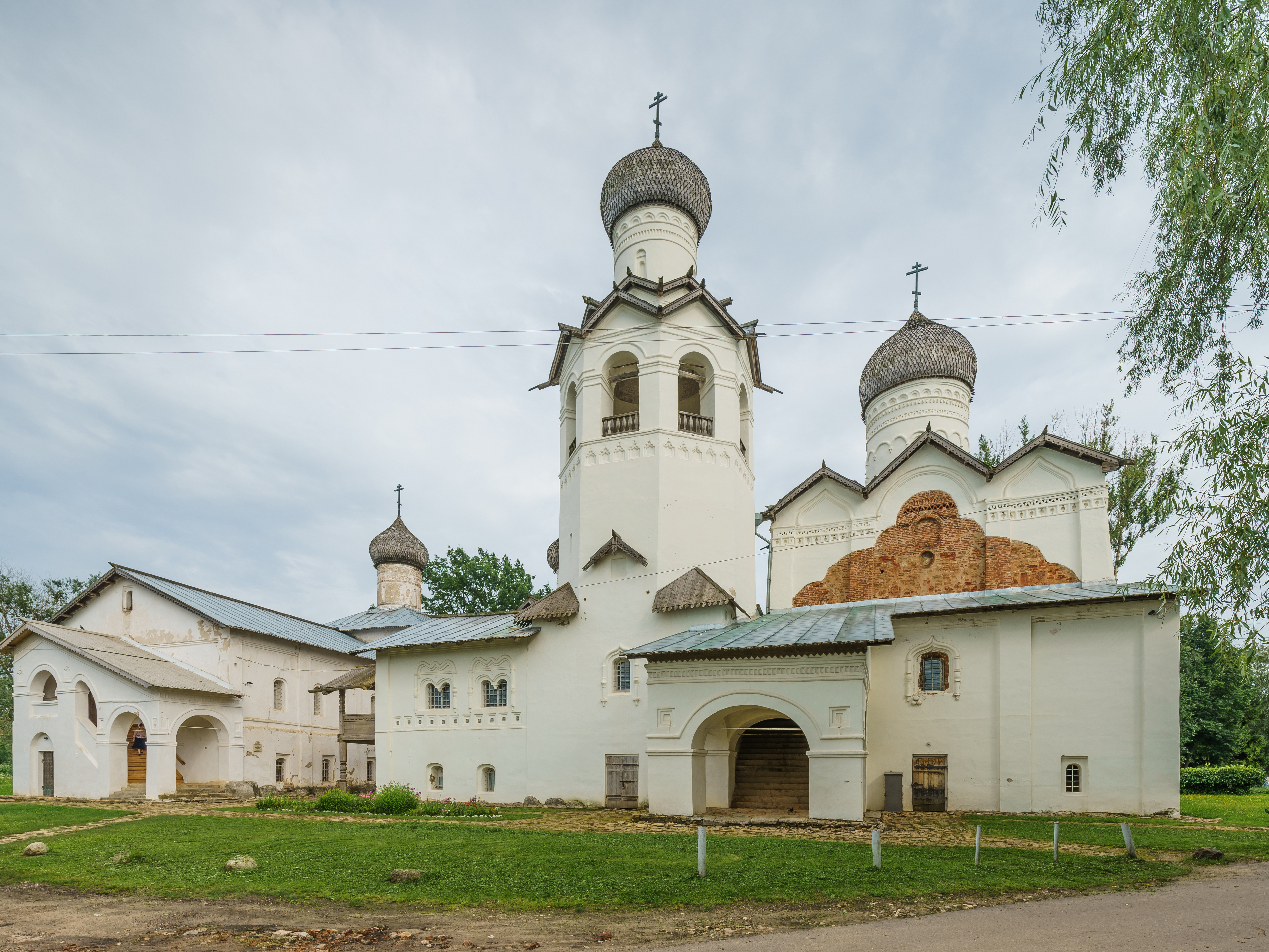
Спасо-Преображенський монастир
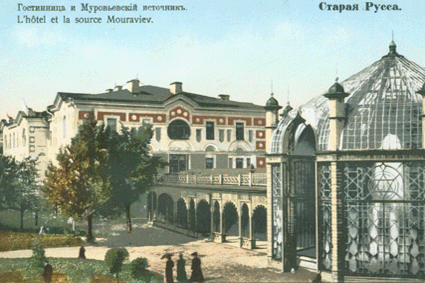
Курорт. Дореволюційна листівка
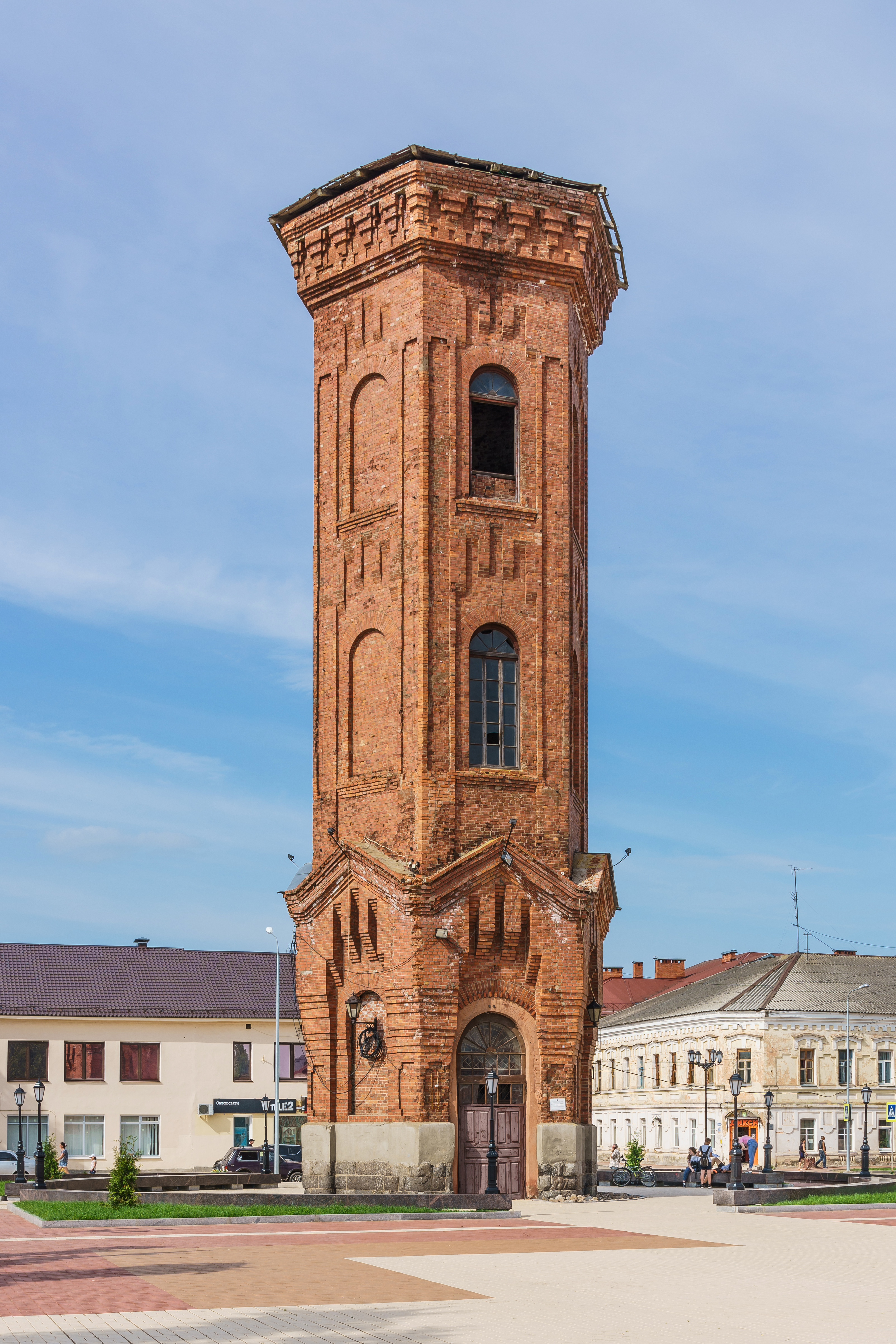
Водонапірна башта на майдані Революції, 1908-1909
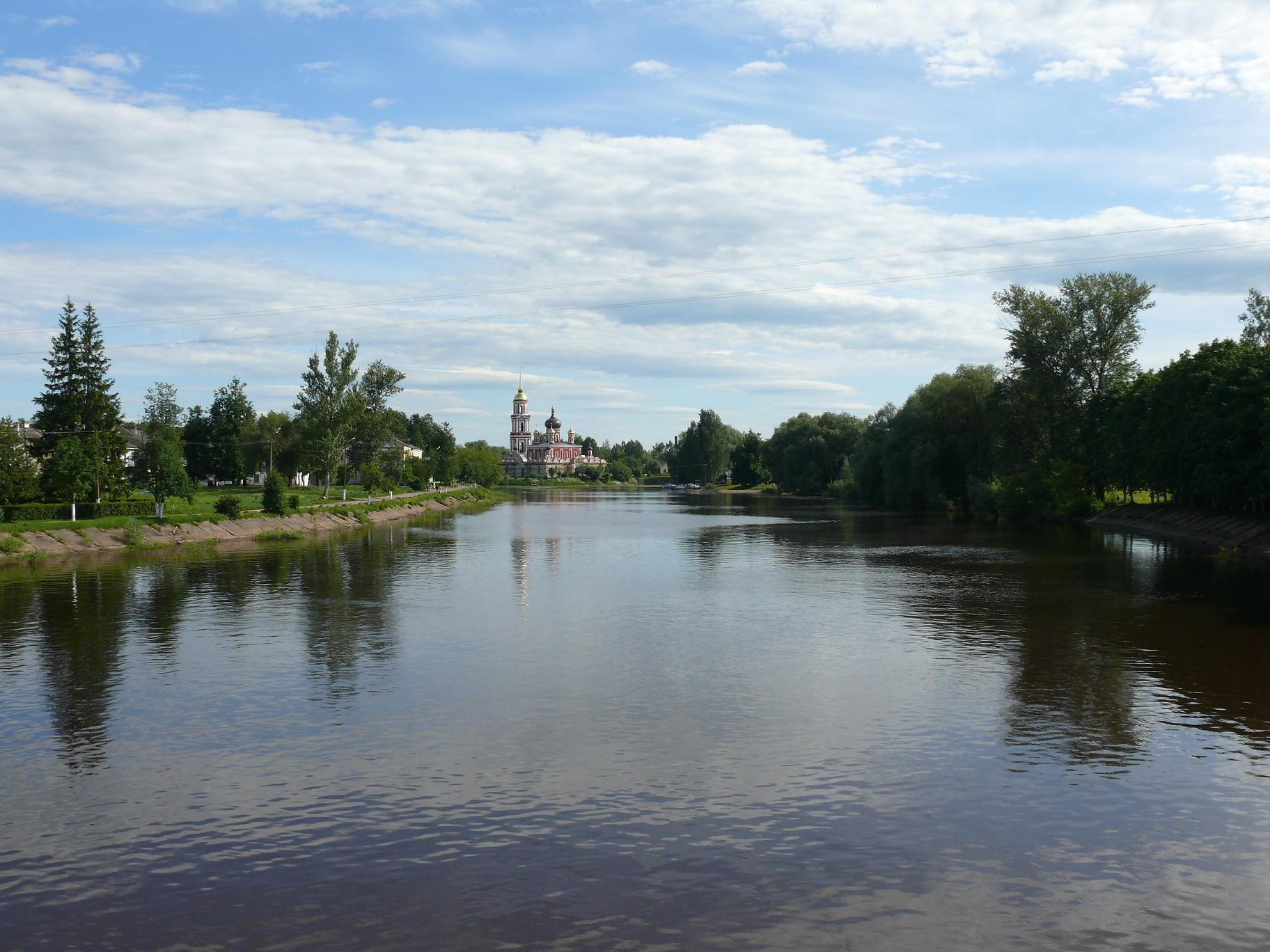
Річка Полість у центрі Старої Руси
Пам'ятна монета номіналом 10 рублів, 2002
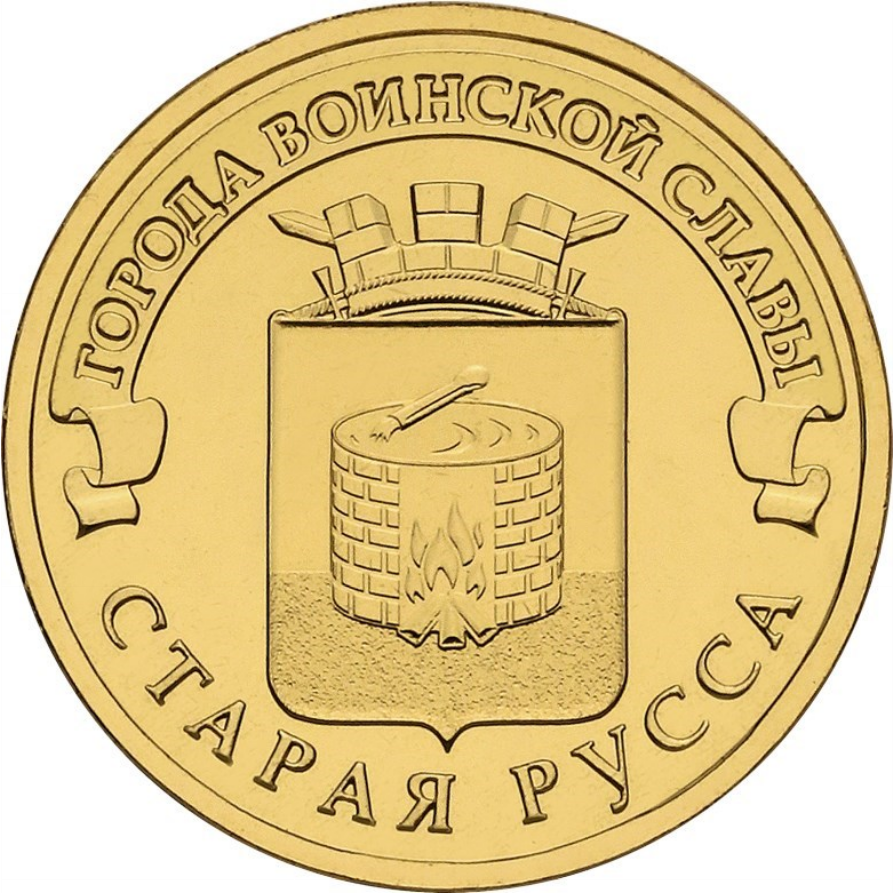
Пам'ятна монета номіналом 10 карбованців, 2016